# Іво Качмарський
Іво Качмарський (пол. Iwo Kaczmarski, нар. 16 квітня 2004, Кельці, Польща) — польський футболіст, півзахисник клубу «Ракув».

## Ігрова кар'єра
Іво Качмарський народився у місті Кельці і з дев'ятирічного віку почав займатися футболом у спортивній школі місцевого клубу «Корона». З 2013 року Іво почав грати у складі юнацької команди клубу. З другої половини сезону 2019/20 Качмарський був внесений до заявки першої команди і в червні того року футболіст дебютував у Екстракласі. На той момент йому виповнилось 16 років та 59 днів і тим самим Качмарський став наймолодшим футболістом в історії «Корони», що грали у турнірі Екстракласи. Наступний сезон Іво почав вже у Першій лізі, куди за результатами сезони вилетіла його команда.
Та у січні 2021 року півзахисник знов повертається до елітного дивізіону, підписавши контракт з клубом «Ракув» з  Ченстохова.